# Buccinum crenatum
Buccinum crenatum is een slakkensoort uit de familie van de Buccinidae. De wetenschappelijke naam van de soort is voor het eerst geldig gepubliceerd in 1977 door Golikov & Gulbin.